# 味岡ちえり
味岡 ちえり（あじおか ちえり、1983年1月3日 - ）は、日本の女優、タレント、ファッションモデル。かつてムーン・ザ・チャイルド所属。現在G-STAR.PRO所属。
東京都出身。国立音楽大学卒業。身長158cm。

## 出演

### ドラマ
- 不信のとき〜ウーマン・ウォーズ〜（フジテレビ、2006年）
- ハマの静香は事件がお好き エピソード5（フジテレビ、2007年）
- オリジナルドラマシアター 恋のパラドラ 第5話 美しい人（2007年）
- 仮面ライダードライブ 第42話（テレビ朝日、2015年）
- dTVオリジナルドラマ アイアムアヒーロー はじまりの日（2016年）
- ウルトラマンオーブ 第21話（テレビ東京、2016年）
- ファイナルファンタジーXIV 光のお父さん（MBS/TBS、2017年）
- カンナさーん！ 第9話（TBS、2017年）
- 監獄のお姫さま（TBS、2017年）
- 隣の家族は青く見える 第1話（フジテレビ、2018年）

### 映画
- 俺は、君のためにこそ死ににいく（新城卓監督、2007年）
- 開けて（景山勝監督、2012年）
- ロード・オブ・ツリメラ（塩出太志監督、2015年）
- シュールな男（柴田愛之助監督、2015年）
- 八重子のハミング（佐々部清監督、2016年）
- スレイブメン（井口昇監督、2017年）
- 時時巡りエブリデイ（塩出太志監督、2017年）

### テレビ
- クイズ!ヘキサゴンII（フジテレビ、2007年）
- ショップチャンネル アイオペ エアクッションXP（2015年）
- めちゃ2イケてるッ！（フジテレビ、2015年）
- 天才！志村どうぶつ園 奇跡の実話2時間スペシャル!!（日本テレビ、2017年）

### 舞台
- ONE-明日へと続く道- (2010年6月30日-7月4日、テアトルBONBON)
- お笑い浅草21世紀「文七元結」（2010年1月8日、横浜にぎわい座）
- お笑い浅草21世紀「人情喜劇 芝浜」（2011年5月15日-22日、浅草木馬亭）
- オフィス3○○「ゲゲゲのげ〜逢魔が時に揺れるブランコ〜」（2011年8月1日-23日、座・高円寺）
- 江口信一座上演推進委員会「喜・感動劇 ばってん・しょんなか〜!?」（2011年9月24日-25日、三橋公民館）
- 芝居家だんすプロデュース公演「DREAM BOX」（2011年11月23日-27日、シアターKASSAI）
- オフィス3○○「天使猫」（2012年5月25日-6月3日、座・高円寺）
- Alae angeli「VIRGO〜Story of community〜」（2012年8月8日-12日、上野ストアハウス）
- 劇26.25団 第11回公演「秘密の繭」（2012年10月24日-11月6日、OFF・OFFシアター）
- ザ 東京マルガンVol.7「大空より愛を込めて」（2013年2月5日-10日、シアターグリーン BIG TREE THEATER）
- 劇団PATHOS PACK「海の種2013」（2013年、中野ザ・ポケット）
- フレッシュお笑い浅草21世紀公演 喜劇「貧乏脱出!!アイドル大作戦」（2013年、浅草木馬亭）
- 宝猫歌劇団 旗揚げ公演「108～女傑～」（2014年、新宿眼科画廊）
- 建設マン.comプロデュース「その旅人は建設マン」（2014年、中野ザ・ポケット）
- ザ 東京マルガンVol.8「ナースより愛を込めて」（2015年、シアターグリーン BOX in BOX THEATER）